# Awdheegle
Koordinaten: 1° 59′ N, 44° 48′ O
Awdheegle (auch Awđēgle oder Audegle) ist eine Stadt in der Region Shabeellaha Hoose im Süden Somalias mit etwa 19.000 Einwohnern. Sie liegt westlich von Mogadischu am Fluss Shabeelle.